# Australian Open 2024 - Doppio maschile in carrozzina
Alfie Hewett e Gordon Reid erano i campioni in carica e si sono confermati campioni per la quinta volta consecutiva, battendo in finale Takuya Miki e Tokito Oda con il punteggio di 6–3, 6–2.

## Teste di serie
1. Alfie Hewett /  Gordon Reid (campioni)

1. Joachim Gérard /  Stéphane Houdet (semifinale)

## Tabellone

### Legenda
| - Q = Qualificato - WC = Wild card - LL = Lucky loser | - ALT = Alternate - SE = Special Exempt - PR = Protected Ranking | - w/o = Walkover - r = Ritirato - d = Squalificato |

|  | Quarti di finale | Quarti di finale                     | Quarti di finale                     | Quarti di finale | Quarti di finale |  |  | Semifinale | Semifinale                     | Semifinale                     | Semifinale             | Semifinale             |   |   | Finale | Finale                   | Finale                   | Finale | Finale |  |
|  |                  |                                      |                                      |                  |                  |  |  |            |                                |                                |                        |                        |   |   |        |                          |                          |        |        |  |
|  | 1                | Alfie Hewett Gordon Reid             | Alfie Hewett Gordon Reid             | 6                | 6                |  |  |            |                                |                                |                        |                        |   |   |        |                          |                          |        |        |  |
|  |                  | Anderson Parker Ben Weekes           | Anderson Parker Ben Weekes           | 1                | 0                |  |  | 1          | Alfie Hewett Gordon Reid       | Alfie Hewett Gordon Reid       | 6                      | 6                      |   |   |        |                          |                          |        |        |  |
|  |                  | Daisuke Arai Takashi Sanada          | 6                                    | 4                | [10]             |  |  |            | Daisuke Arai Takashi Sanada    | Daisuke Arai Takashi Sanada    | 3                      | 3                      |   |   |        |                          |                          |        |        |  |
|  |                  | Tom Egberink Ruben Spaargaren        | 4                                    | 6                | [7]              |  |  |            |                                |                                |                        |                        |   |   | 1      | Alfie Hewett Gordon Reid | Alfie Hewett Gordon Reid | 6      | 6      |  |
|  |                  | Alexander Cataldo Casey Ratzlaff     | Alexander Cataldo Casey Ratzlaff     | 65               | 64               |  |  |            |                                |                                | Takuya Miki Tokito Oda | Takuya Miki Tokito Oda | 3 | 2 |        |                          |                          |        |        |  |
|  |                  | Takuya Miki Tokito Oda               | Takuya Miki Tokito Oda               | 7                | 7                |  |  |            | Takuya Miki Tokito Oda         | Takuya Miki Tokito Oda         | 6                      | 6                      |   |   |        |                          |                          |        |        |  |
|  |                  | Martín de la Puente Maikel Scheffers | Martín de la Puente Maikel Scheffers | 2                | 3                |  |  | 2          | Joachim Gérard Stéphane Houdet | Joachim Gérard Stéphane Houdet | 4                      | 3                      |   |   |        |                          |                          |        |        |  |
|  | 2                | Joachim Gérard Stéphane Houdet       | Joachim Gérard Stéphane Houdet       | 6                | 6                |  |  |            |                                |                                |                        |                        |   |   |        |                          |                          |        |        |  |